# Daniel Alcaíno
Daniel Alcaíno Cuevas (Pudahuel, Santiago, 6 de abril de 1972) es un actor y comediante chileno.

## Primeros años
Nació en el sector de Barrancas, comuna de Pudahuel, al poniente de Santiago de Chile el 6 de abril de 1972. Estudió en el Liceo Miguel de Cervantes y Saavedra y luego en la Universidad de Chile.

### Matrimonios e hijo
Estuvo casado primero con la actriz Paula Zúñiga, posteriormente se divorciaron. Después, estuvo casado, por más de 20 años con la también actriz Berta Lasala, tuvieron un hijo, Emiliano. A inicios de 2023 se hizo pública la separación.

## Carrera artística

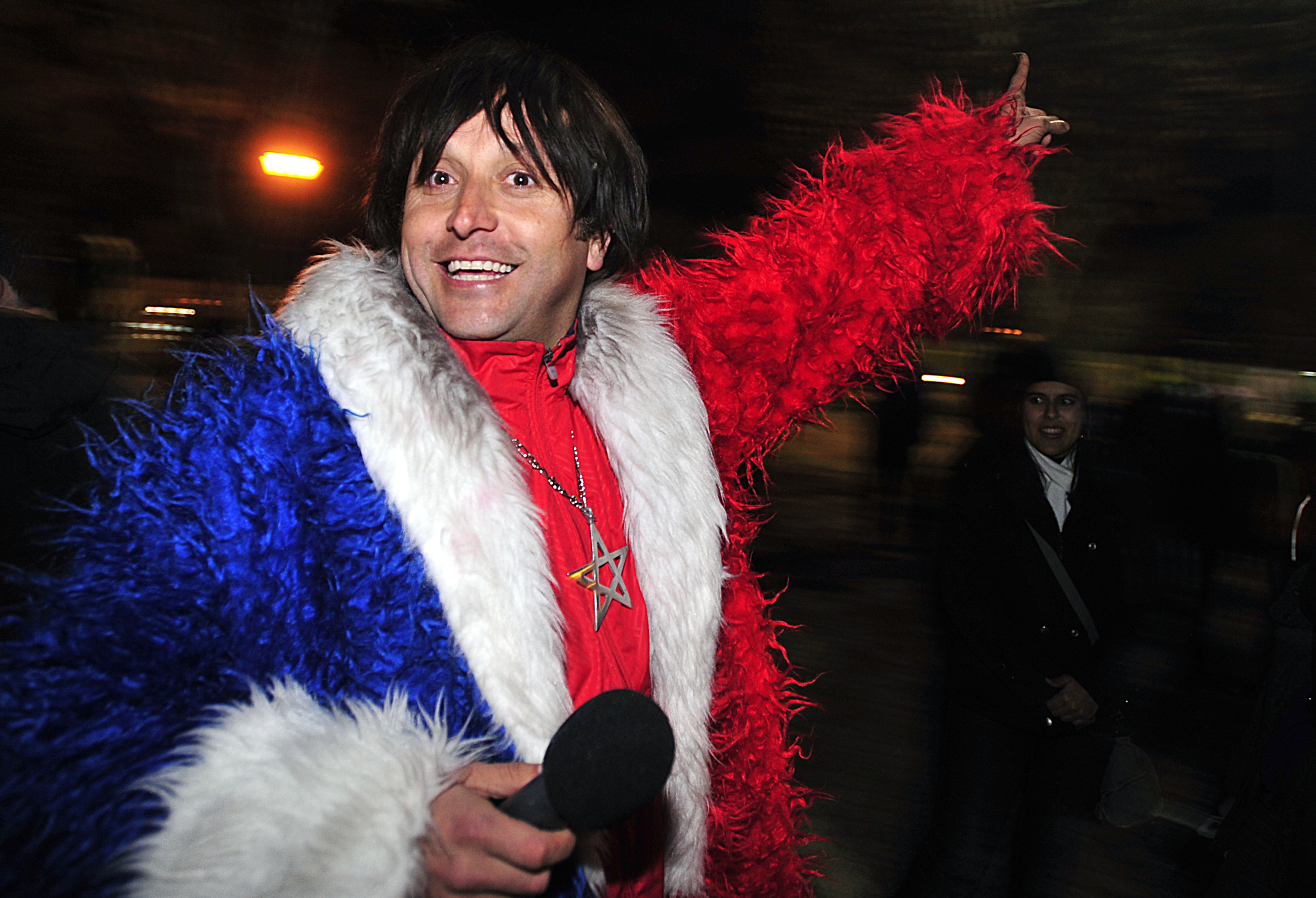
Daniel Alcaíno caracterizado con su personaje «Peter Veneno» en la Copa Mundial de Fútbol de 2010

Inició su carrera en el programa Venga conmigo en 1996. Reconocido mayormente por sus personajes humorísticos como Peter Veneno Valdés (parodia del futbolista chileno Iván Zamorano) y Yerko Puchento (originalmente concebido como parodia al periodista de espectáculos chileno Carlos Tejos), un crítico de actualidad y analista de chismes del mundo del espectáculo. 
Alcaino ha trabajado en series y teleseries de televisión, como el rol de Exequiel Pacheco en Los 80, Emilio Ravenna en la adaptación chilena de la serie homónima argentina, Los simuladores y de Patricio "Pato" Carmona en la telenovela Peleles. Asimismo ha realizado diversas imitaciones de personajes de la escena farandulera chilena e internacional, entre las que destaca la imitación al expresidente argentino Carlos Menem en el programa de televisión Mucho Lucho.
El 4 de mayo de 2013 fue uno de los fundadores del movimiento Marca AC, que buscaba redactar una nueva Constitución Política para Chile mediante el establecimiento de una asamblea constituyente.

## Filmografía

### Programas de televisión
- Venga conmigo (Canal 13, 1999) como Peter Veneno.
- Chita Q'Lindo (Canal 13, 1999) con varios personajes.
- Viva el lunes (Canal 13, 1999-2001) como Peter Veneno.
- El lunes sin falta (Canal 13, 2001) como Yerko Puchento.
- Aquí se pasa mundial (Canal 13, 2002) como Yerko Puchento.
- Vértigo (Canal 13, 2003-2008 y 2012-2018) como Yerko Puchento.
- Mucho Lucho (Canal 13, 2003-2006) con varios personajes.
- Grandes chilenos (TVN, 2008) defendiendo a Manuel Rodríguez.
- Zona de Estrellas (Zona Latina, 2012) - Invitado.
- Dudo (Canal 13C, 2013) - Invitado.
- Mentiras verdaderas (La Red, 2013) - Invitado.
- Buenas noches (Canal 13, 2014), humorista.
- Chipe libre Premier (Canal 13, 2014), humorista.
- Pecados digitales (Mega, 2021) como Yerko Puchento.
- PH, podemos hablar (Chilevisión, 2024) como Yerko Puchento

### Cine
| Películas | Películas                           | Películas | Películas        |
| Año       | Título                              | Personaje | Director         |
| --------- | ----------------------------------- | --------- | ---------------- |
| 2015      | El Tila: Fragmentos de un psicópata | Juez      | Alejandro Torres |

### Telenovelas
| Teleseries | Teleseries           | Teleseries              | Teleseries |
| Año        | Título               | Personaje               | Canal      |
| ---------- | -------------------- | ----------------------- | ---------- |
| 1997       | Eclipse de luna      | José Luis "Keno"        | Canal 13   |
| 1997       | Rossabella           | Chamaco                 | Mega       |
| 1997       | Santiago City        | Ringo                   | Mega       |
| 1998       | A todo dar           | Ismael Reyes            | Mega       |
| 1999       | Algo está cambiando  | José Galindo            | Mega       |
| 2001       | Piel canela          | Lisandro Valdés         | Canal 13   |
| 2004       | Tentación            | Angelo Bispontti        | Canal 13   |
| 2009       | Cuenta conmigo       | Manuel                  | Canal 13   |
| 2011       | Peleles              | Patricio "Pato" Carmona | Canal 13   |
| 2012-2013  | Soltera otra vez     | Bernardo Martínez       | Canal 13   |
| 2018-2019  | La reina de Franklin | Arturo Marabolí         | Canal 13   |
| 2022       | Hasta encontrarte    | Lautaro Cáceres         | Mega       |

### Series y unitarios
| Series    | Series                     | Series                        | Series      |
| Año       | Título                     | Personaje                     | Canal       |
| --------- | -------------------------- | ----------------------------- | ----------- |
| 1995      | Mea culpa                  | Integrante de banda delictual | TVN         |
| 2001      | Los Venegas                |                               | TVN         |
| 2005      | Los Simuladores            | Emilio Ravenna                | Canal 13    |
| 2007      | Glu Glú                    | Yerko Puchento (voz)          | Canal 13    |
| 2008      | Huaiquimán y Tolosa        | Rubén                         | Canal 13    |
| 2008-2014 | Los 80                     | Exequiel Pacheco              | Canal 13    |
| 2013      | El hombre de tu vida       | Rolo                          | Canal 13    |
| 2018      | La Cacería                 | Mario                         | Mega        |
| 2020      | Los Carcamales             |                               | Canal 13    |
| 2021      | 62: Historia de un mundial | Lucho Eyzaguirre              | TVN         |
| 2022      | 42 días en la oscuridad    | Mario Medina                  | Netflix     |
| 2023      | La sangre del camaleón     | Mario Lara                    | TVN         |
| 2023      | Los mil días de Allende    | Augusto Pinochet              | TVN         |
| 2024      | Vencer o morir             | Sebastián                     | Prime Video |

## Teatro
- Yerko al poder (2013) como Yerko Puchento
- Yerko clandestino (2019) como Yerko Puchento
- Yértigo (2020-2022) como Yerko Puchento.
- Chile: del tic al toc (2022-presente) como Yerko Puchento.

## Vídeos musicales
| Año  | Título           | Artista                      | Dirección                   |
| ---- | ---------------- | ---------------------------- | --------------------------- |
| 2015 | Trenes           | Jorge González               | Robert Díaz - Pedro Ruminot |
| 2022 | Que te vaya bien | Santaferia ft. Zúmbale Primo | Pepe Garrido                |